# Software (album)
Software è il quarto album in studio da solista della cantante statunitense Grace Slick, pubblicato nel 1984.

## Tracce
Testi di Grace Slick, musiche di Peter Wolf, eccetto dove indicato.

Side A
1. Call It Right Call It Wrong – 3:47
2. Me and Me – 3:52
3. All the Machines – 4:47
4. Fox Face – 4:54

Side B
1. Through the Window (Peter Beckett) – 3:32
2. It Just Won't Stop – 4:05
3. Habits – 3:50
4. Rearrange My Face – 3:25
5. Bikini Atoll (Grace Slick) – 4:52